# Санта-Крус-де-Моя
Санта-Крус-де-Моя (ісп. Santa Cruz de Moya) — муніципалітет в Іспанії, у складі автономної спільноти Кастилія-Ла-Манча, у провінції Куенка. Населення — 290 осіб (2010).
Муніципалітет розташований на відстані близько 210 км на схід від Мадрида, 75 км на схід від Куенки.
На території муніципалітету розташовані такі населені пункти: (дані про населення за 2010 рік)
- Ігеруела: 12 осіб
- Ла-Ольмеда: 12 осіб
- Лас-Рінконадас: 32 особи
- Санта-Крус-де-Моя: 234 особи

## Демографія
Динаміка населення (INE ):